# 犬木加奈子
犬木 加奈子（いぬき かなこ、11月28日 - ）は日本のホラー漫画家。北海道出身。大阪芸術大学客員教授。

## 概要
1987年、講談社『少女フレンド』増刊『楳図かずお特集号』（講談社）に「おるすばん」でデビュー。代表作としては、『学校が怖い』のタイトルでOVA化された『不気田くん』、東映より『フシギのたたりちゃん』のタイトルで映画化された『不思議のたたりちゃん』などがある。作品のいくつかは香港、台湾、韓国などアジア諸国でも発行されている。
長編・短編を問わず多数の作品を、精力的に執筆している。ただし、不思議な事は好きだが怖いのは苦手。単行本『プレゼント』の印税は、全て寄付された。
大阪芸術大学キャラクター造形学科客員教授。日本大学藝術学部文芸学科講師。

## 作品
- 暗闇童話集全2巻（講談社）
- 真夜中の迷路（講談社）
- ヘル・マザー（講談社）
- かなえられた願い（講談社）全3巻
- 赤ずきんの森（大陸書房）
- 不気田くんシリーズ
  - 不気田くん愛のコレクター（大陸書房）
  - 不気田くん全3巻（ぶんか社）
  - 真・不気田くん（ぶんか社）1巻
- 怪奇人形館（講談社）
- 不思議のたたりちゃん（講談社）全7巻
  - 新・不思議のたたりちゃん（角川書店）1 - 2巻
- プレゼント（秋田書店）全3巻
- 怪奇診察室全2巻（リイド社）
- ゴキブリの家（ぶんか社）
- 口裂け女伝説（講談社）
  - 口裂け女伝説2（講談社）
- おばあちゃんの怖い話（講談社）
- 笑う肉面（講談社）
- サソリお姉さま（朝日ソノラマ）
- どこにでもあるちょっと怖い話（角川書店）
- 怪談（講談社）
- スクールゾーン（リイド社）全3巻
- 地獄鳥（講談社）
- 裸の女王様（リイド社）
- 霊と遊ぶな子供たち（角川書店）
- 夢少女ネムリ（講談社）全1巻
- 八犬伝説妖怪里見中学（リイド社）
- アロエッテの歌（ぶんか社）全7巻
- ふしぎ奇かし耳袋（ケイエスエス）
- かなえられた願い（メディアファクトリー）
- ナベシマ（秋田書店）
- サバイバー～破壊される子供たち～、「まんが王国コミックス」ビーグリー